# Cristina Gonçalves

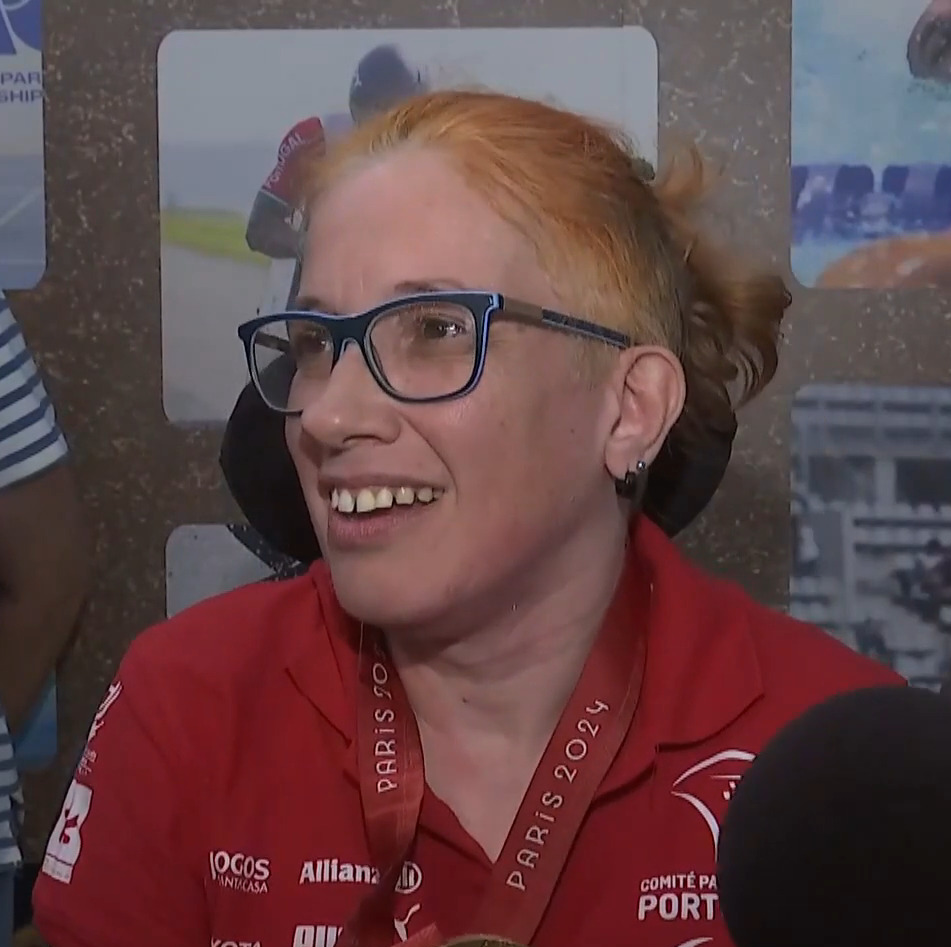

Cristina Gonçalves (15 de setembro de 1977) é uma jogadora de bocha portuguesa que tem paralisia cerebral. Ela competiu pelo seu país e ganhou medalhas em vários Jogos Paralímpicos de Verão.

## Carreira
Cristina Gonçalves nasceu em 15 de setembro de 1977 em Lisboa, Portugal. Quando ela tinha 11 meses, contraiu meningite resultando em paralisia cerebral. Ela começou a competir nacionalmente em bocha em 1998, tendo iniciado o esporte aos 14 anos. Ela é classificada como BC2. A primeira vitória geral de Gonçalves veio em 2003, na Copa do Mundo de bocha na Nova Zelândia.
Ela participou de suas primeiras Paraolimpíadas de Verão em 2004, em Atenas, na Grécia, onde conquistou a medalha de ouro como parte da competição por equipes BC1-2, em uma vitória sobre a Nova Zelândia. Ela continuou a competir em sucessivos Jogos Paraolímpicos, onde ganhou uma medalha de prata no evento por equipes nos Jogos Paralímpicos de Verão de 2008 em Pequim, na China, mas não conseguiu ganhar uma medalha nos Jogos de 2012 em Londres, na Inglaterra.
Nas Paraolimpíadas de Verão de 2016, ela foi a única jogadora feminina da equipe mista de bocha. Eles se classificaram fora da fase de grupos após derrota para a Argentina, seguida de vitórias sobre Eslováquia e Brasil. Eles foram derrotados por 8 a 5 pelo Japão na semifinal, resultando em uma revanche contra a Argentina na disputa pela medalha de bronze. Apesar da derrota anterior por 1–7, eles derrotaram a Argentina por 6–2 e ganharam a medalha de bronze.
Em 2024, nos Jogos Paralímpicos de Verão, Cristina Gonçalves conquistou o ouro no torneio individual de boccia BC2. Na final derrotou a sul-coreana Soyeong Jeong, conquistando assim a sua quarta medalha olímpica e a segunda de ouro.